# Okcydentalizacja
Okcydentalizacja – przyjmowanie wzorców kultury krajów cywilizacji zachodniej (Okcydent) i powszechna ich akceptacja. Obecnie najczęściej spotykanym przypadkiem okcydentalizacji jest amerykanizacja.
Synonimem okcydentalizacji jest anglicyzm „westernizacja”.
Według Samuela Huntingtona westernizacja jest jednym z co najmniej trzech sposobów reakcji niezachodnich społeczeństw na wpływ Zachodu obok odrzucenia i reformizmu.